# Fanvakt
Fanvakt är en liten, tillfälligt sammansatt militär avdelning som tjänstgör vid en militär parad, soldaterinran eller liknande högtidligt tillfälle. Fanvakten medför och bevakar förbandets fana. 

## Historisk bakgrund
Fanvakten har historiska anor från den tid när förbandens fanor var riktmärken för soldaternas förflyttningar. Fanan hade dessutom ett stort symboliskt värde, varför förlusten av fanan i regel medförde att förbandet upplöstes. En erövrad fana var på motsvarande sätt en trofé med stort värde. För att skydda fanan skapades fanvakter med särskilt dugliga soldater. Att tillhöra fanvakten var en utomordentligt farlig kommendering i strid, eftersom fiendens eld riktades mot fanan. Under den första dagen i slaget vid Gettysburg 1863 blev fjorton fanförare tillhöriga 26th North Carolina Infantry nedskjutna.

## Sverige

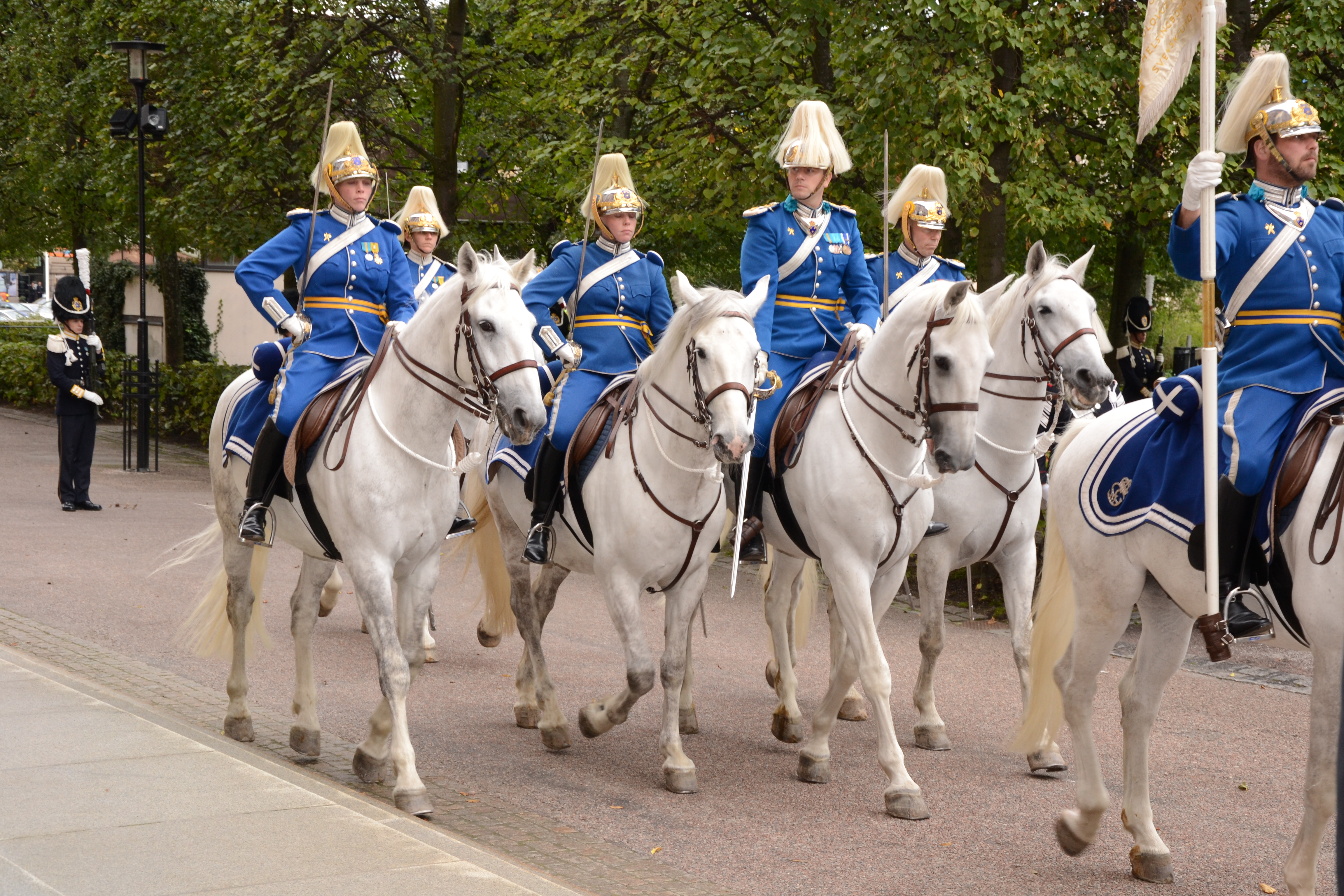
Ceremoniell standarvakt (fanvakt för beridna eller motoriserade förband) ur Dragonbataljonen vid Riksmötets öppnande 2011

I Sverige innehåller fanvakten i regel två befäl (kallade fanförare) och åtta soldater och benämns då stor fanvakt. Under Gustav II Adolfs tid hade de svenska regementena åtta bataljoner. Regementets fanvakt innehöll en soldat från varje bataljon, tillsammans åtta man. En liten fanvakt innehåller två befäl och fyra soldater och en officersfanvakt tre befäl. Fanvakter uppsattes förr vid varje svenskt infanteriregemente. Fanvakten bestod av två fanförare och tolv fansoldater.